# Abadín
Abadín is een gemeente in de provincie van Lugo, Galicië, Spanje. De oppervlakte bedraagt 196,1 km² en heeft een bevolking van 3250 (2004).

## Geografie
Het gemeentebestuur maakt deel uit van de comarca La Terra Chá, zij wordt door de bergsectoren van Xistral en Neda en de rivieren van Labrador en Abadín gekruist. De gemiddelde hoogte is ongeveer 500 m en de hoogste berg is de Lombo Pequeño met 1015 m.

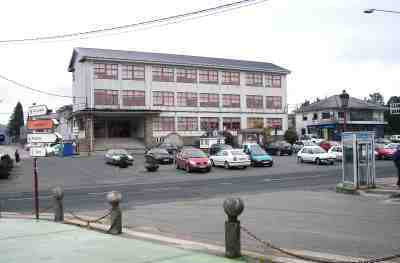
Praza de Concello in Abadín

Abadín · Alfoz · Antas de Ulla · Baleira · Baralla · Barreiros · Becerreá · Begonte · Bóveda · Burela · Carballedo · Castro de Rei · Castroverde · Cervantes · Cervo · Chantada · O Corgo · Cospeito · Folgoso do Courel · A Fonsagrada · Foz · Friol · Guitiriz · Guntín · O Incio · Láncara · Lourenzá · Lugo · Meira · Mondoñedo · Monforte de Lemos · Monterroso · Muras · Navia de Suarna · Negueira de Muñiz · As Nogais · Ourol · Outeiro de Rei · Palas de Rei · Pantón · Paradela · O Páramo · A Pastoriza · Pedrafita do Cebreiro · A Pobra do Brollón · Pol · A Pontenova · Portomarín · Quiroga · Rábade · Ribadeo · Ribas de Sil · Ribeira de Piquín · Riotorto · Samos · Sarria · O Saviñao · Sober · Taboada · Trabada · Triacastela · O Valadouro · O Vicedo · Vilalba · Viveiro · Xermade · Xove